# Lize Marke
Lize Marke, nacida Liliane Couck, (Wemmel, Bélgica, 1 de diciembre de 1936) es una cantante belga que es conocida por haber representado a Bélgica en el Festival de la Canción de Eurovisión 1965, con la canción "Als het weer lente is" 

## Festival de la Canción de Eurovisión 1965
Marke comenzó a cantar profesionalmente y participó por vez primera en la selección belga para el Festival de la Canción de Eurovisión 1963, cuando interpretó dos canciones, "Luister naar de wind" y "Saksisch porselein", que acabaron en segundo y cuarto lugar respectivamente.
Marke cantó seis canciones en la final belga y la canción "Als het weer lente is" ("Cuando es primavera otra vez") fue escogida para representar a Bélgica en el Festival de la Canción de Eurovisión de 1965 que tuvo luar el 20 de marzo de 1965, en Nápoles, Italia.  "Als het weer lente is" no logró obtener ningún punto, empatando en el último puesto con las canciones de Finlandia, Alemania y España) entre 18 canciones participantes. Fue la segunda vez que Bélgica obtuvo 0 puntos, tras Fud Leclerc en 1962.

## Carrera posterior
En 1965, Marke tuvo su propio programa en el canal belga VRT. Continuó grabando discos y cantando en vivo hasta mediados de la años 70. En 2002 fue lanzado un CD recopilatorio.

## Discografía
Singles
- 1963 "Luister naar de wind"
- 1964 "Esta noch no"
- 1965 "Als het weer lente is"
- 1967 "Kerstnacht"
- 1967 "Lara's Lied"
- 1967 "Wat is 't leven toch mooi"
- 1970 "Zeemeeuw"
- 1974 "Papillon"
- 1975 "Vlaanderen mijn vaderland"[5]